# Booboo Stewart
Nils Allen “Booboo” Stewart Jr. (Beverly Hills, 21 de janeiro de 1994) é um ator, cantor, dançarino, artista marcial e artista visual norte-americano mais conhecido por seu papel como Seth Clearwater na Saga Crepúsculo; Jay, na franquia de filmes Descendants; Warpath, em X-Men: Days of Future Past; Luca, em Good Trouble e Willie, em Julie and the Phantoms.

## Biografia
Nascido em Beverly Hills, Booboo é filho do coordenador de dublês e ator Nils Allen Stewart e da personal trainer e maquiadora Reneè Stewart. Em sua casa tinha uma poodle chamada Pookie. Participou da turnê de Hannah Montana no The Best of Both Worlds Tour com participação dos Jonas Brothers.
Stewart é descendente de chineses, japoneses e coreanos por parte de mãe, e russos, escoceses e nativos-americanos Blackfoot por parte de pai. Ele foi incluído no Hall da Fama Junior de artes marciais em 2004.

## Filmografia

### Cinema
| Ano  | Título                                    | Papel                    | Nota                                                    |
| ---- | ----------------------------------------- | ------------------------ | ------------------------------------------------------- |
| 2004 | Skeleton Man                              | Criança guerreira        |                                                         |
| 2004 | Yard Sale                                 | Garotinho                |                                                         |
| 2005 | Pit Fighter                               | Vendedor                 | Não Creditado                                           |
| 2006 | 18 Fingers of Death!                      | Buford (jovem)           |                                                         |
| 2006 | The Conrad Boys                           | Ben Conrad               |                                                         |
| 2006 | 666: The Child                            | Donald                   |                                                         |
| 2007 | The Last Sentinel                         | Tallis (jovem)           | Música tsquad- vertical 2007                            |
| 2007 | Uncle P                                   | Garoto de bicicleta      |                                                         |
| 2008 | The Fifth Commandment                     | Chance (jovem)           |                                                         |
| 2009 | American Cowslip                          | Cary                     |                                                         |
| 2009 | How I Survived the Zombie Apocalypse      | Filho                    | Curta-metragem                                          |
| 2010 | Dark Games                                | Jake Wincott             |                                                         |
| 2010 | The Twilight Saga: Eclipse                | Seth                     | Nomeado - Golden Raspberry Award for Worst Screen Combo |
| 2010 | Logan                                     | Ben                      | Também produtor                                         |
| 2011 | Jake Stevens: The Last Protector          | Jake Stevens             |                                                         |
| 2011 | The Twilight Saga: Breaking Dawn – Part 1 | Seth                     |                                                         |
| 2012 | Smitty                                    | Peebo                    |                                                         |
| 2012 | The Twilight Saga: Breaking Dawn – Part 2 | Seth                     | Golden Raspberry Award for Worst Screen Combo           |
| 2012 | White Frog                                | Nick (jovem)             |                                                         |
| 2012 | Just Yell Fire: Campus Life               | Ele mesmo                |                                                         |
| 2013 | Hansel & Gretel: Warriors of Witchcraft   | Jonah (Hansel)           |                                                         |
| 2013 | Space Warriors                            | Conway                   |                                                         |
| 2013 | Running Deer                              | Tyler                    | Curta-metragem                                          |
| 2014 | X-Men: Dias de um Futuro Esquecido        | James Praudstar / Apache |                                                         |
| 2014 | An Evergreen Christmas                    | Angel                    |                                                         |
| 2014 | The Last Survivors                        | Dean                     |                                                         |
| 2015 | Hope Bridge                               | Jackson                  |                                                         |
| 2015 | He Never Died                             | Jeremy                   |                                                         |
| 2015 | Descendants                               | Jay                      | Telefilme do Disney Channel                             |
| 2015 | Tales of Halloween                        | Isaac                    |                                                         |
| 2015 | Dominion                                  | Marek                    |                                                         |
| 2016 | Honeyglue                                 | Bailey                   |                                                         |
| 2017 | Descendants 2                             | Jay                      |                                                         |
| 2017 | American Satan                            | Vic Lakota               |                                                         |
| 2018 | Marvel Rising: Secret Warriors            | Victor Kohl / Exile      | Voz original                                            |
| 2018 | The Grizzlies                             | Kyle                     |                                                         |
| 2018 | Good Girls Get High                       | Jeremy                   |                                                         |
| 2018 | #Roxy                                     | Christian                |                                                         |
| 2019 | Descendants 3                             | Jay                      |                                                         |
| 2020 | Let Him Go                                | Peter Dragswolf          |                                                         |

### Televisão
| Ano  | Série                     | Papel           | Episódios                                       |
| ---- | ------------------------- | --------------- | ----------------------------------------------- |
| 2005 | ER                        | Power Ranger    | Episódio: "Man with No Name"                    |
| 2009 | CSI: Miami                | Kenny Turnner   | Episódio: "Die by the Sword"                    |
| 2011 | The Haunting Hour         | Kai             | 1 episódio: "Pool Shark"                        |
| 2011 | Boa Sorte, Charlie!       | Kai             | Episódios: "Sun Show Part 1", "Sun Show Part 2" |
| 2015 | Descendants: Wicked World | Jay (Voz)       | Personagem                                      |
| 2015 | Lab Rats: Elite Force     | Roman           | Antagonista (16 EP.)                            |
| 2017 | Guardians of Luna         | Jake Segerstrom |                                                 |
| 2018 | Westworld                 | Etu             |                                                 |
| 2021 | Paradise City             | Vic Lakota      | Elenco Principal                                |
| 2020 | Julie and the Phantoms    | Willie          | Papel recorrente                                |